# Pierre Naville
Pierre Naville (Parigi, 1º febbraio 1904 – Parigi, 24 aprile 1993) è stato uno scrittore e sociologo francese.
Fu surrealista, comunista e poi trotskista. Infine membro del Partito socialista unificato francese. Si occupò di sociologia del lavoro.

## Surrealista della prima ora
Figlio di un banchiere agiato di Ginevra, interrompe gli studi per lanciarsi nell'esperienza surrealista.
Nel 1922, insieme a Philippe Soupault, Francis Gérard (Gérard Rosenthal), Max Jacob, Louis Aragon, Blaise Cendrars e Mathias Lübeck fonda la rivista d'avanguardia l'Œuf dur.
Nei primi anni venti è condirettore, con Benjamin Péret, dei primi tre numeri di La révolution surréaliste e nel 1924 fonda il Bureau de recherches surréalistes e partecipa attivamente al movimento con André Breton. Nel 1926, pubblica un testo intitolato La Rivoluzione e gli Intellettuali (Cosa possono fare i surrealistes), in cui tenta di far evolvere il surrealismo verso il marxismo. Questo testo provocherà una crisi in seno al movimento surrealista che finirà per allontanare Naville, sebbene il movimento surrealista stesse effettivamente intraprendendo l'evoluzione da lui preconizzata.

## Politica nella sinistra radicale
Mantiene, dall'epoca dei suoi studi alla Sorbonne, i legami con Georges Politzer e Henri Lefebvre con i quali condivide l'interesse per il marxismo. 
Nel 1926, aderisce al Partito Comunista Francese dove assume la direzione della rivista Clarté. Sarà poi seguito dai surrealisti: Louis Aragon, André Breton, Paul Éluard, Benjamin Péret e Pierre Unik, che aderiranno nel 1927.
Fa parte della delegazione che visita Trotsky a Mosca nel 1927. Tornerà persuaso dalle tesi di Trotsky e sarà quindi espulso dal Partito nel 1928 per deviazionismo.
Partecipa alla vita e alla stampa dell'estrema sinistra francese di orientamento trotskista. Malgrado il suo impegno insieme a Jean Van Heijenoort al fianco di Trotsky in esilio romperà con questa corrente nel 1939. Fatto prigioniero nel 1940 poi liberato nel 1941, riprende i suoi studi in filosofia, per entrare infine nel CNRS. In questo periodo è  famoso lo scontro tra Naville  con Jean-Paul Sartre durante la conferenza del 1945 Esistenzialismo è un umanismo tenuta da Sartre, in cui mette in discussione il marxismo del filosofo e scrittore, autore de L'essere e il nulla (1943), in quanto Sartre non condivideva la visione deterministico hegelo-marxiana, alla base del Materialismo Storico e del Materialismo Dialettico. Secondo Sartre l'uomo (come "pour soi") e libertà e questa non è l'opposto della necessità come era considerata invece proprio dall'hegelo-marxismo. Su queste tematiche, spinto anche delle obiezioni  di Naville, Sartre meditera' a fondo, pervenendo ad una soluzione che potesse salvaguardare il Materialismo Storico di Marx (ma non il Materialismo  Dialettico di Englels) e la libertà come era intesa dal filosofo francese: il frutto più importante sarà Critica della ragione dialettica (1960).
Naville fece in seguito vari tentativi di creare una sinistra marxista antistalinista nella Revue internationale.
Passando attraverso il Parti socialiste unitaire, detto "primo PSU", continua il suo impegno per una sinistra moderna nel Parti socialiste de gauche (PSG) poi nella Union de la gauche socialiste prima di partecipare alla fondazione del PSU durante la Quinta Repubblica. Benché in maniera critica, Naville resterà fedele alla linea "realista" di Gilles Martinet e Michel Rocard e manifesterà un rifiuto completo nei confronti di François Mitterrand.

## Psicosociologia del lavoro
Nel 1947 è nominato Direttore di ricerca al CNRS e lavora con Georges Friedmann presso il Centre d'études sociologiques. Dedica i suoi studi alla psicosociologia del lavoro, allo studio dell'automazione dei processi produttivi, della società industriale, la psicologia del comportamento.
Si interessa inoltre dei teorici della guerra, in particolare Clausewitz, di cui cura l'edizione francese delle opere complete.

## Opere

### Surrealismo
- Les Reines de la main gauche, 1924.

### Politica
- La Révolution et les intellectuels, 1926.
- Les Jacobins noirs. Toussaint Louverture et la Révolution de Saint-Domingue, 1949.
- La Guerre du Viêt-Nam, 1949.
- Le Nouveau Léviathan, 1957-1975.
- L'Armée et l'État en France, 1961.
- Trotsky vivant, 1962.
- La Classe ouvrière et le régime gaulliste, 1964.
- L'Entre-deux-guerres, 1976.
- Autogestion et planification, 1980.

### Sociologia
- De la Guerre, traduzione di Carl Von Clausewitz, con D. Naville e C. Rougeron.
- La Psychologie, science du comportement, 1942.
- D'Holbach et la Philosophie scientifique au XVIIIe siècle, 1943.
- Théorie de l'orientation professionnelle, 1945.
- Psychologie, marxisme, matérialisme, 1948.
- La Chine future, 1952.
- La Vie de travail et ses problèmes, 1954.
- Essai sur la qualification du travail, 1956.
- Le Traité de sociologie du travail, con G. Friedmann, 1961-1962.
- Vers l'automatisme social, 1963.
- L'État entrepreneur. Le cas de la régie Renault, con J. Bardou, P. Brachet e C. Lévy, 1971.
- Autogestion et Planification, 1980.
- Sociologie d'aujourd'hui, 1981.
- La Maîtrise du salariat, 1984.

### Altro
- Ses Mémoires (Le Temps du surréel), 1977.
- Mémoires imparfaites (Le Temps des guerres), 1987.

## Traduzioni italiane
- Psicologia per l'uomo moderno seguito da L'intellettuale comunista, trad. di C. Sautto, Schwarz, Milano 1959.
- Trattato di sociologia del lavoro, con G. Friedmann, trad. di M. Paci, Comunità, Milano 1963.
- I rapporti di produzione nelle società socialiste, trad. di A. e L. Chitarin, Jaca book, Milano 1971.
- Prefazione a Lev Trockij, Scritti militari, Feltrinelli, Milano 1971.
- Prefazione a Lev Trockij, La rivoluzione armata, Feltrinelli, Milano 1971.
- Storia moderna delle teorie del valore e del plusvalore, trad. di V. Campi, Jaca Book, Milano 1972.
- Burocrazia e rivoluzione, Jaca Book, Milano 1973.
- D'Holbach e la filosofia scientifica del diciottesimo secolo, trad. L. Derla, Feltrinelli, Milano 1976.
- Verso l'automatismo sociale? Problemi del lavoro e dell'automazione, F. Angeli, Milano 1976.
- Dall'alienazione al godimento. Genesi della sociologia del lavoro in Marx ed Engels, trad. di R. Massari e A. Marazzi Jaca Book, Milano 1978.
- Gli scambi socialisti. "Il nuovo leviatano" (trad. di R. Massari e A. Marazzi), Jaca Book, Milano 1979.
- Trockij vivo, Spirali, Milano 1981.
- Ricordi e pensieri. Quaderno di appunti (1988-1993), Massari, Bolsena 2010.